# Ange-Félix Patassé
Ange-Félix Patassé était un homme d'État centrafricain, né à Paoua une ville située au nord de la RCA dans la sous-préfecture de l'ouam-pende le 25 janvier 1937 et mort le 5 avril 2011 à Douala au Cameroun. Il est Premier ministre de 1976 à 1978 et président de la République de 1993 à 2003.

## Biographie
Son père, Paul Ngakoutou est un Gbaya du sous-groupe Suma , sa mère Véronique Goumba est une Kaba .
Diplômé de l'Académie supérieure d'agriculture tropicale de Nogent-sur-Marne (France), il est nommé en 1965 au cabinet du ministre de l'Agriculture et du Développement.
Sous la présidence et le règne de Bokassa, il est plusieurs fois au gouvernement : ministre du Développement entre janvier 1966 et avril 1968, ministre du Développement rural entre mai 1972 et avril 1973, ministre du Tourisme, de l'Eau, des Bois, de la Chasse et de la Pêche entre juin 1974 et octobre 1975. Il devient Premier ministre le 8 décembre 1976 jusqu’en juillet 1978.
En 1982, avec le général François Bozizé, il tente un coup d'État contre le militaire au pouvoir, le général André Kolingba. Après son échec, il s'exile au Togo.
Devenu président de la République le 22 octobre 1993, de multiples mutineries de l'armée et la mort de plusieurs personnalités de la RCA perturbent son mandat en 1995 et 1996. Il est réélu en 1999. Il est renversé par un coup d’État de François Bozizé le 15 mars 2003 et part en exil.
Accusé d'avoir détourné 70 milliards de francs CFA, Patassé a été condamné par contumace le 30 août 2006 par la cour criminelle de Bangui à 20 ans de travaux forcés.

## Mandats
- Ministre du Développement (1er janvier 1966 – 5 avril 1968)
- Ministre des Transports et de l'Énergie (5 avril 1968 – 17 septembre 1969)
- Ministre d'État du Développement, Tourisme, Transports et Énergie (17 septembre 1969 – 4 février 1970)
- Ministre d'État de l'Agriculture, Eaux, Forêts, Chasse, Tourisme et Transports (4 février 1970 – 25 juin 1970)
- Ministre d'État du Développement (25 juin 1970 – 19 août 1970)
- Ministre d'État des Transports et du Commerce (19 août 1970 – 25 novembre 1970)
- Ministre d'État de l'Organisation des Transports par voies routières, navales et aériennes (25 novembre 1970 – 19 octobre 1971)
- Ministre d'État de l'Aviation civile  (19 octobre 1971 – 13 mai 1972)
- Ministre d'État délégué au Président de la République au Développement rural (13 mai 1972 – 20 mars 1973)
- Ministre d'État de la Santé et des Affaires sociales (20 mars 1973 – 16 octobre 1973)
- Ministre d'État délégué au Président de la République pour des missions diverses (16 octobre 1973 – 1er février 1974)
- Ministre d'État du Tourisme, Eaux, Forêts, Chasse et Pêche (15 juin 1974 – 4 avril 1976)
- Ministre d'État en tant que conseiller agronome pour le Chef de l'État (10 avril 1976 – 24 mai 1976)
- Ministre d'État du Tourisme, Eaux, Forêts, Chasse et Pêche (24 mai 1976 – 4 septembre 1976)